# Parafia Najświętszego Serca Jezusowego w Hulczu
Parafia Najświętszego Serca Jezusowego w Hulczu – parafia rzymskokatolicka znajdująca się w dekanacie Tarnoszyn, w diecezji zamojsko-lubaczowskiej. 
Parafia została erygowana w 1976 roku.
Do parafii należą wierni z następujących miejscowości: Chochłów, Horodyszcze, Hulcze, Hulcze (osada), Kościaszyn osada, Liwcze, Liwcze (osada), Sulimów, Sulimów Kolonia.
Liczba mieszkańców: 900. 

Otoczenie kościoła
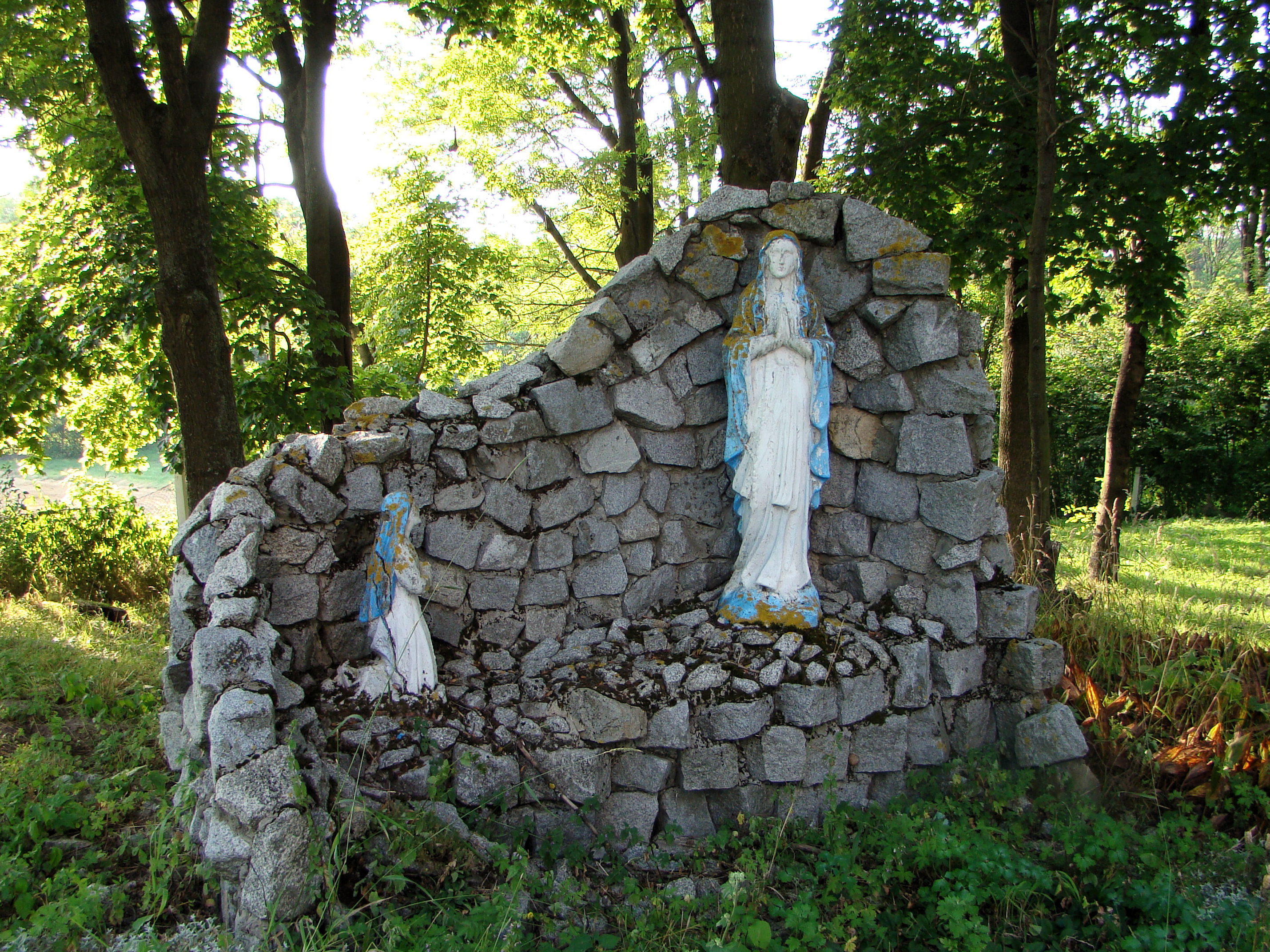
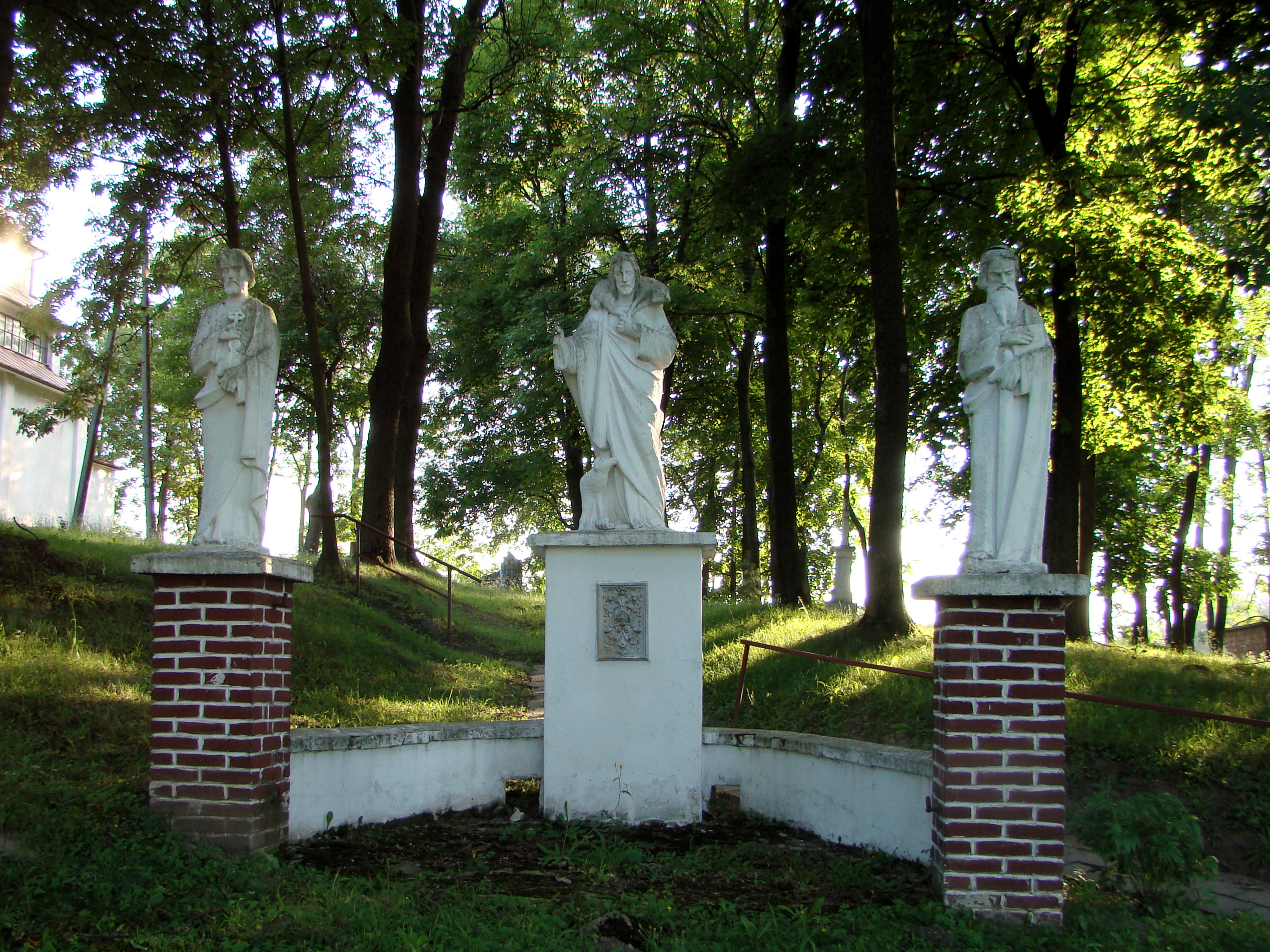
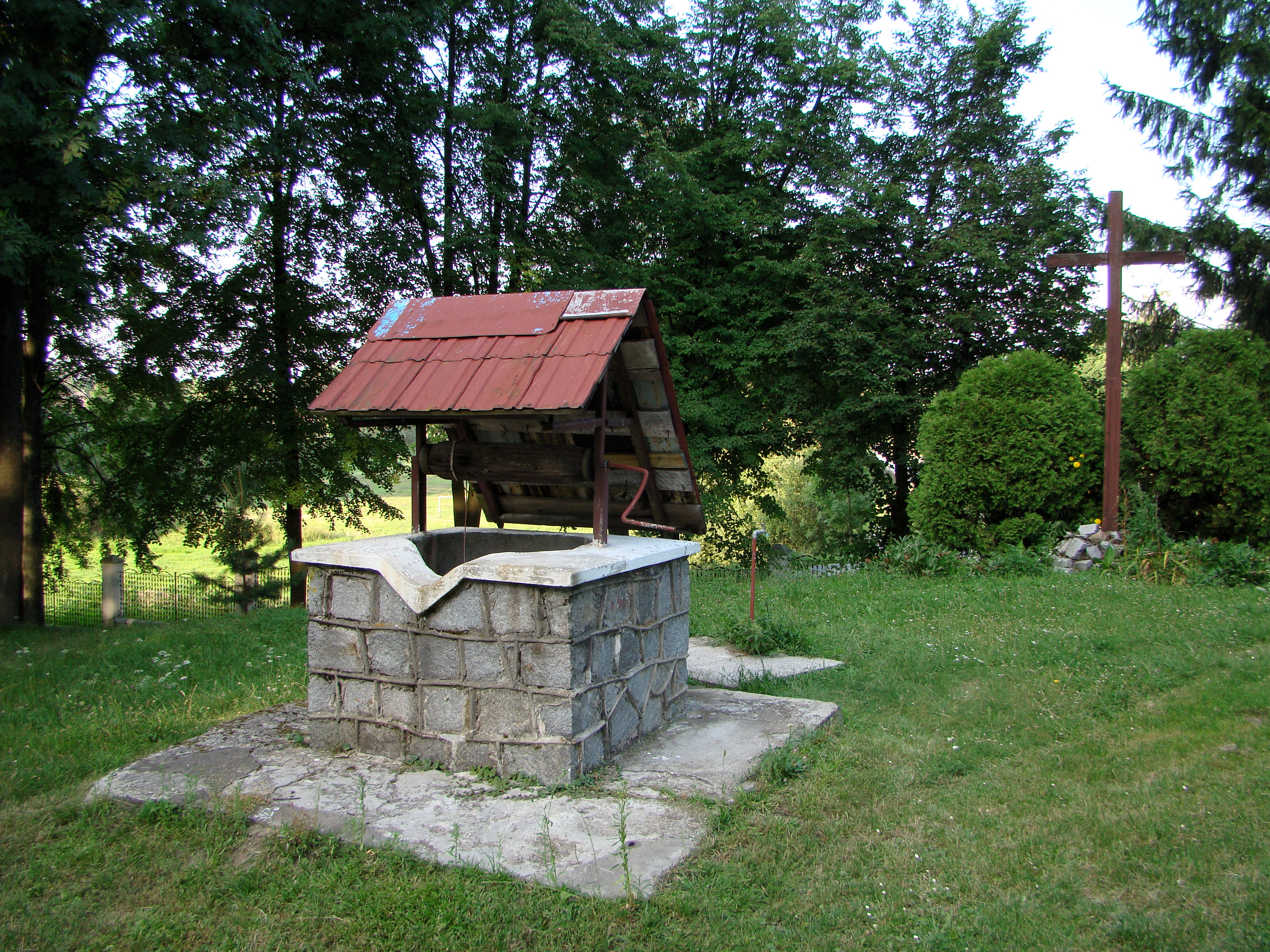